# Rosyjski Związek Ogólnowojskowy

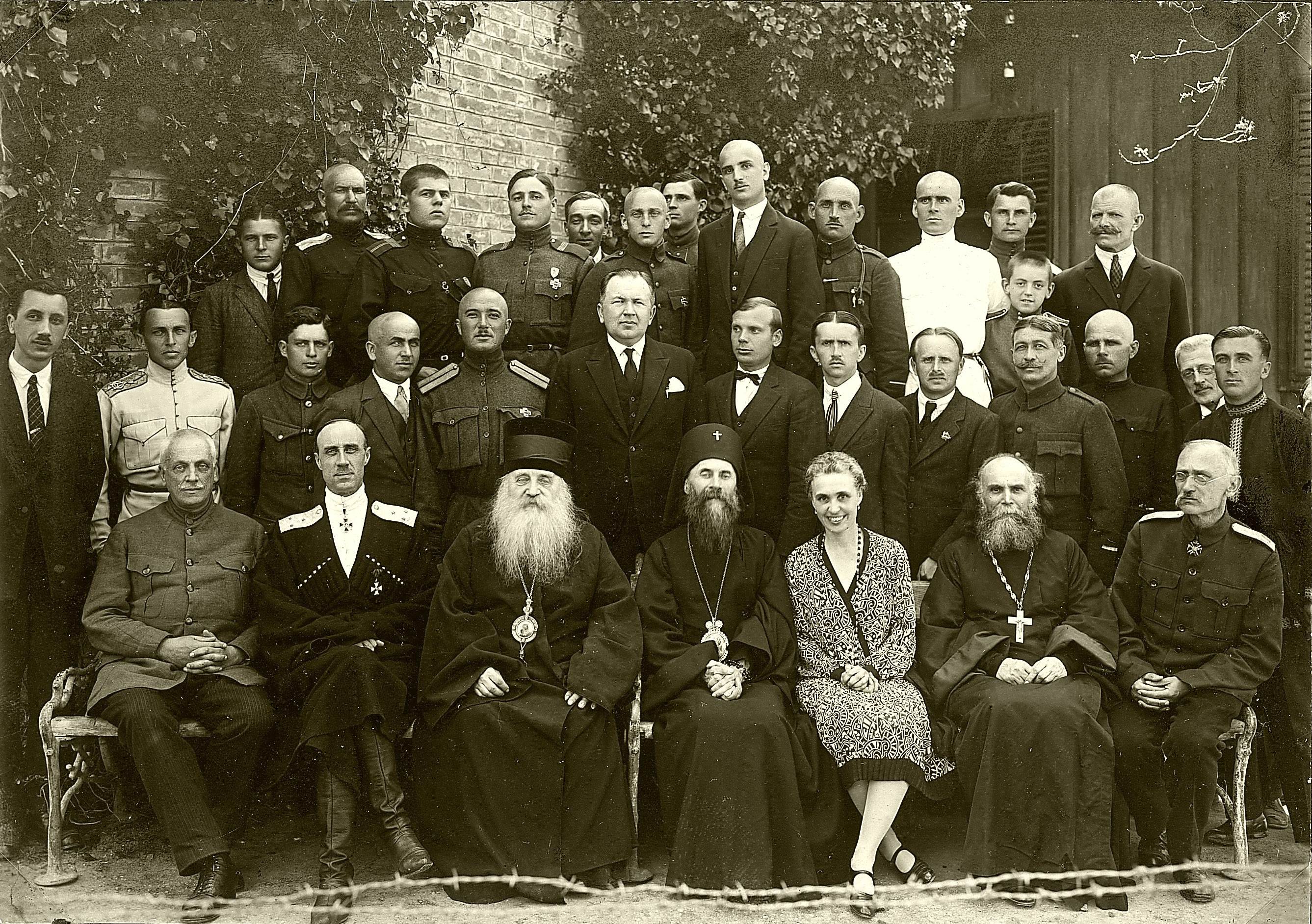
Generał lejtnant Piotr Wrangel z metropolitą Antonim, arcybiskupem Anastazym i żoną Olgą w otoczeniu członków Rosyjskiego Związku Ogólnowojskowego, Belgrad, 1927

Rosyjski Związek Ogólnowojskowy (ros. Русский Обще-Воинский Союз, ROWS) – rosyjska emigracyjna organizacja antykomunistyczna o charakterze wojskowym.

## Historia
Rosyjski Związek Ogólnowojskowy został założony 1 września 1924 r. w Królestwie SHS przez byłego głównodowodzącego białych Sił Zbrojnych Południa Rosji gen. Piotra N. Wrangla. Skupiał żyjących na emigracji weteranów Rosyjskiej Armii Cesarskiej i Rosyjskiej Floty Cesarskiej z okresu I wojny światowej i wojny domowej z bolszewikami, zarówno oficerów, jak też szeregowych żołnierzy. Związek nie miał celów politycznych (w myśl zasady, że armia jest poza polityką), ale działał w celu ochrony ideologii, tradycji i chwały rosyjskich sił zbrojnych, aby wykorzystać te cechy dla budowy nowej narodowej Rosji. Jednakże wielu członków organizacji miało sympatie monarchistyczne w różnych odcieniach: od konstytucyjnego do autokratycznego. Głównym jej celem była walka przeciw komunizmowi.
Na pocz. lat 30 XX w. ROWS liczył ok. 40 tys. członków. W latach 30 XX w. stał się jednym z głównych celów radzieckiego OGPU, a później INO NKWD. Za sprawą zwerbowanego b. cesarskiego generała Nikołaja W. Skoblina NKWD udało się założyć w ramach ROWS tajne stowarzyszenie, przedsięwzięcie operacyjne pod nazwą Wewnętrzna Linia, które miało na celu zniszczyć ROWS. Dzięki Wewnętrznej Linii możliwe było m.in. porwanie i potajemne wywiezienie do ZSRR – a w konsekwencji zamordowanie – dwóch kolejnych przewodniczących ROWS gen. Aleksandra P. Kutiepowa (1930), a kilka lat później gen. Jewgienija K. Millera (1937), przy czym Miller zdemaskował agenturalną rolę N.Skoblina. ROWS w konsekwencji pod koniec lat 30 XX w. potrafił w pewnym stopniu przeciwdziałać radzieckiemu wywiadowi. W okresie II wojny światowej ROWS nie miał organizacyjnych stosunków z III Rzeszą, ale nieoficjalnie popierał Rosyjską Armię Wyzwoleńczą (ROA) gen. Andrieja A. Własowa. Jego członkowie, m.in. Borys Kajukow i Rostisław Zawadskij, służyli w sformowanym po agresji III Rzeszy na ZSRR w 1941 Legionie Walońskim.
Po zakończeniu wojny zmieniły się zadania ROWS. Z organizacji wojskowej reprezentującej interesy białej emigracji stał się organizacją kombatancką promującą tradycje wojskowe Rosji. Centrum jego działalności zostało przeniesione z Europy do USA. W 1996 roku ROWS przeniósł swą aktywność do Federacji Rosyjskiej.

## Organizacja
ROWS dzielił się na oddziały według krajów i regionów:
- I Oddział – Wielka Brytania, Dania, Hiszpania, Włochy, Holandia, Norwegia, Persja (Iran), Polska, Syria, Egipt, Finlandia, Francja i kolonie, Szwajcaria, Szwecja
- II Oddział – Austria, Węgry, Niemcy, Wolne Miasto Gdańsk, Litwa, Łotwa, Estonia
- III Oddział – Bułgaria, Turcja
- IV Oddział – Grecja, Rumunia, Jugosławia
- V Oddział
- VI Oddział – Czechosłowacja
- VII Oddział
- Oddział Dalekowschodni z siedzibą w Harbinie
- Oddział Północnoamerykański
- Oddział w Australii i Nowej Zelandii
- Oddział Południowoamerykański

## Przewodniczący ROWS
- Piotr N. Wrangel (1924–1928)
- Wielki Książę Mikołaj Mikołajewicz Romanow (głównodowodzący Rosyjskiej Armii Cesarskiej 1914–1916) (1924–1929)
- Aleksandr P. Kutiepow (do 1930)
- Jewgienij K. Miller (do 1937)
- Fiodor F. Abramow (do 1938)
- Aleksiej P. Archangielski (do 1957)
- Aleksiej A. von Lampe (do 1967)
- Władimir G. Charżewski (do 1979)
- Władimir P. Osipow (do 1983)
- Władimir I. Diakow (do 1984)
- Piotr A. Kaliniczenko (do 1986)
- Borys M. Iwanow (1988)
- Nikita I. Jowicz (do 1988)
- Władimir W. Granitow (do 1989)
- Władimir N. Butkow (2000)
- Władimir A. Wiszniewski (do 2000)
- Igor B. Iwanow (od 2000)